# Rujewa
Rujewa ist ein städtischer Verwaltungsbezirk (Ward) des Distriktes Mbarali in der tansanischen Region Mbeya.

## Geografie

### Lage
Rujewa liegt im Südwesten von Tansania. Es grenzt an die Bezirke Igurusi und Utengule Usangu im Westen, Chimala im Osten, Luhanga im Norden, Ihahi und Mapogolo im Süden. Rujewa hat eine Fläche von 191,3 Quadratkilometern und bei der Volkszählung 2022 lebten hier 42.014 Menschen in 11.058 Haushalten.

### Klima
In Rujewa herrscht ein gemäßigtes Klima, das als lokales Steppenklima bezeichnet wird, BSh nach der effektiven Klimaklassifikation. Die Niederschläge sind gering, von Mai bis Oktober regnet es kaum. Im Jahresdurchschnitt fallen 686 mm Regen, mit einer Spitze von 157 mm im Januar. Die Durchschnittstemperatur schwankt zwischen 20,0 Grad Celsius im Juli und 24,2 Grad Celsius im November.

## Gliederung
Der Bezirk besteht aus folgenden Ortsteilen (Kitongoji):
- CCM
- Chang'ombe
- Ibara A
- Ibara B
- Ihanga Kilabuni
- Ihanga Ofisini
- Isisi
- Jangurutu
- Kanisani
- Kapunga
- Kati
- Kichangani
- Luwilindi Barabarani
- Luwilindi Kanisani
- Lyahamile
- Mabanda A
- Mabanda B
- Mafuriko
- Magea
- Magwalisi
- Mahango
- Majengo
- Majengo Barabarani
- Majengo Mtoni
- Mbuyuni
- Mdodela
- Mferejini
- Miembeni
- Mpakani
- Musanga
- Mtoni
- Mkwajuni
- Mtakuja
- Ofisini
- Muungano
- Mkanyageni
- Mlimani
- Mogela
- Wameli
- Tenkini A
- Tenkini B
- Ukinga A
- Ukinga B
- Ukinga C
- Mkwajuni
- Mjimwema
- Msimbazi
- Mogelo
- Tembo A
- Tembo B
- Simba
- Nyati
- Nyaluhanga A
- Nyaluhanga B
- Nyamtowo
- Mkanyageni

## Wirtschaft und Infrastruktur
- Landwirtschaft: Etwa 6500 Landwirte bauen vor allem Reis, Mais, Cashewnüsse, Sesam, Sonnenblumen, Hirse, Nüsse, Bohnen, Maniok, Kartoffeln, Obst und Gemüse an. Die am häufigsten gehaltenen Nutztiere sind Rinder und Ziegen.[2]
- Bildung: Im Bezirk gibt es 9 Grundschulen und eine weiterführende Schule.[2] Die weiterführende Schule ist eine 1988 gegründete staatliche Schule. Sie bietet auch ein Internat an und bildet Jugendliche bis zur 6. Stufe aus.[7]
- Gesundheit: In Rujewa befinden sich ein Bezirkskrankenhaus und eine Privatklinik.[2]

## Sonstiges
Die Kirchengemeinde Haarbrücken-Ketschenbach-Thann ist Partnergemeinde von Rujewa.